# Millettia richardiana
Millettia richardiana är en ärtväxtart som först beskrevs av Henri Ernest Baillon, och fick sitt nu gällande namn av Du Puy och Jean-Noël Labat. Millettia richardiana ingår i släktet Millettia och familjen ärtväxter. IUCN kategoriserar arten globalt som livskraftig. Inga underarter finns listade i Catalogue of Life.